# 比利亚尔克马多
比利亚尔克马多，是西班牙阿拉贡自治区特鲁埃尔省的一个市镇。总面积56平方公里，总人口942人（2001年），人口密度17人/平方公里。